# Venlafaxin

Strukturformel

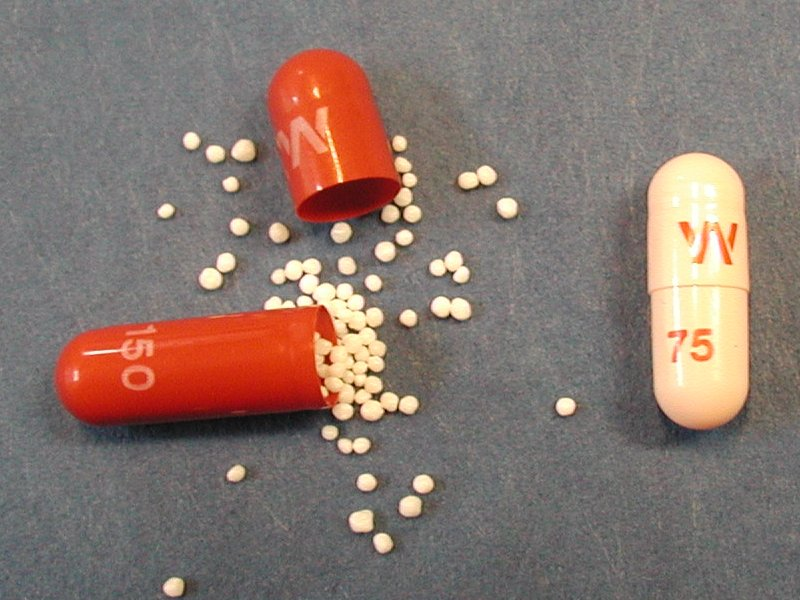
Efexor Depot-kapslar

Venlafaxin är en kemisk förening med antidepressiv verkan tillhörande kategorin SNRI. Ämnet tillhandahålls i Sverige under namnet Efexor, Venlafaxin Mylan med flera.
Medicinen introducerades av läkemedelsföretaget Wyeth 1993. Medicinen sägs fungera genom att hämma återupptaget av signalsubstanserna noradrenalin och serotonin.
I Sverige gick Wyeths patent för Efexor ut 2008. Därmed finns generiska kopior ute på marknaden från och med januari 2009. Desvenlafaxin är en potentare vidareutveckling av venlafaxin och på detta sätt har Wyeth i praktiken kunnat förnya patentet.
Idag är Venlafaxin ett av de 10 mest sålda läkemedlen mot depression i hela världen. I USA skrevs det ut runt 20 miljoner recept på läkemedlet bara under 2007. Att jämföra med 30 miljoner för Sertralin, det mest sålda.

## Användning
Substansen används bland annat för att behandla olika former av depression (inkluderat melankoli) samt GAD (generaliserat ångestsyndrom), panikångest och social fobi. Medicinen, som är receptbelagd, är godkänd att brukas av personer från 18 år och uppåt.

## Biverkningar
Vanliga biverkningar av Venlafaxin är viktnedgång eller viktuppgång, yrsel, ortostatisk hypotoni (Blodtrycksfall), magbesvär (speciellt vid insättning av medicinen) dimsyn, svettning, ångest, akatisi, förstoppning m.m., liksom "abstinensbesvär" (egentligen utsättningssymptom) om man abrupt slutar ta medicinen eller missar en dos.
Doser över 150 mg medför risk för ökat blodtryck.